# Liste des planètes mineures non numérotées découvertes en juillet 2021
Pour un article plus général, voir Liste des planètes mineures non numérotées découvertes en 2021.
Pour un article plus général, voir Liste des planètes mineures.
Cet article dresse la liste des planètes mineures (astéroïdes, centaures, objets transneptuniens et assimilés) non numérotées découvertes en juillet 2021 dans l'ordre de leur découverte.
Au 15 janvier 2025, 661 077 des 1 434 993 planètes mineures répertoriées par le Centre des planètes mineures ne sont pas encore numérotées, soit 46,07 %.

## Rappel concernant la désignation provisoire
La désignation provisoire indique l'ordre de découverte de ces objets. En effet, cette désignation est composée de l'année de découverte (par exemple 2021) suivie de la quinzaine (demi-mois) de découverte (p.e. A = 1-15 janvier) puis de l'ordre de découverte dans cette quinzaine. Cet ordre est indiqué par une lettre et éventuellement un chiffre comme suit : A pour la première découverte, B pour la deuxième, ..., Z pour la 25e (le I n'est pas utilisé pour éviter la confusion avec 1), A1 pour la 26e, B1 pour la 27e, etc. , Z1 pour la 50e, A2 pour la 51e, B2 pour la 52e, etc. L'ordre de la numérotation ne suit donc pas l'ordre alphanumérique. 2021 AA1 suit ainsi 2021 AZ et précède 2021 AB1.

## Liste

### Du1erau 15 juillet 2021
- 2021 NA
- 2021 NB
- 2021 NC
- 2021 ND
- 2021 NE
- 2021 NF
- 2021 NG
- 2021 NH
- 2021 NJ
- 2021 NK
- 2021 NL
- 2021 NM
- 2021 NN
- 2021 NO
- 2021 NP
- 2021 NQ
- 2021 NR
- 2021 NT
- 2021 NU
- 2021 NV
- 2021 NW
- 2021 NX
- 2021 NY
- 2021 NZ
- 2021 NA1
- 2021 NB1
- 2021 NC1
- 2021 ND1
- 2021 NE1
- 2021 NG1
- 2021 NJ1
- 2021 NK1
- 2021 NL1
- 2021 NM1
- 2021 NN1
- 2021 NO1
- 2021 NP1
- 2021 NQ1
- 2021 NR1
- 2021 NS1
- 2021 NT1
- 2021 NU1
- 2021 NV1
- 2021 NW1
- 2021 NX1
- 2021 NY1
- 2021 NZ1
- 2021 NA2
- 2021 NB2
- 2021 ND2
- 2021 NE2
- 2021 NF2
- 2021 NG2
- 2021 NH2
- 2021 NJ2
- 2021 NK2
- 2021 NM2
- 2021 NO2
- 2021 NP2
- 2021 NQ2
- 2021 NR2
- 2021 NS2
- 2021 NT2
- 2021 NU2
- 2021 NV2
- 2021 NW2
- 2021 NX2
- 2021 NY2
- 2021 NZ2
- 2021 NA3
- 2021 NB3
- 2021 NC3
- 2021 ND3
- 2021 NF3
- 2021 NG3
- 2021 NH3
- 2021 NJ3
- 2021 NK3
- 2021 NM3
- 2021 NN3
- 2021 NO3
- 2021 NP3
- 2021 NQ3
- 2021 NR3
- 2021 NS3
- 2021 NT3
- 2021 NU3
- 2021 NV3
- 2021 NW3
- 2021 NX3
- 2021 NY3
- 2021 NZ3
- 2021 NA4
- 2021 NC4
- 2021 ND4
- 2021 NE4
- 2021 NF4
- 2021 NH4
- 2021 NJ4
- 2021 NK4
- 2021 NL4
- 2021 NM4
- 2021 NN4
- 2021 NP4
- 2021 NQ4
- 2021 NR4
- 2021 NS4
- 2021 NT4
- 2021 NU4
- 2021 NV4
- 2021 NW4
- 2021 NX4
- 2021 NY4
- 2021 NZ4
- 2021 NA5
- 2021 NB5
- 2021 NC5
- 2021 NG5
- 2021 NH5
- 2021 NJ5
- 2021 NK5
- 2021 NL5
- 2021 NM5
- 2021 NN5
- 2021 NO5
- 2021 NP5
- 2021 NR5
- 2021 NT5
- 2021 NU5
- 2021 NV5
- 2021 NW5
- 2021 NX5
- 2021 NY5
- 2021 NZ5
- 2021 NA6
- 2021 NB6
- 2021 NC6
- 2021 ND6
- 2021 NE6
- 2021 NF6
- 2021 NG6
- 2021 NH6
- 2021 NK6
- 2021 NL6
- 2021 NM6
- 2021 NN6
- 2021 NO6
- 2021 NP6
- 2021 NQ6
- 2021 NR6
- 2021 NS6
- 2021 NT6
- 2021 NV6
- 2021 NW6
- 2021 NX6
- 2021 NY6
- 2021 NZ6
- 2021 NA7
- 2021 NB7
- 2021 ND7
- 2021 NE7
- 2021 NF7
- 2021 NL7
- 2021 NM7
- 2021 NN7
- 2021 NO7
- 2021 NP7
- 2021 NQ7
- 2021 NR7
- 2021 NS7
- 2021 NT7
- 2021 NU7
- 2021 NV7
- 2021 NW7
- 2021 NX7
- 2021 NY7
- 2021 NZ7
- 2021 NA8
- 2021 NB8
- 2021 NC8
- 2021 ND8
- 2021 NE8
- 2021 NF8
- 2021 NG8
- 2021 NH8
- 2021 NJ8
- 2021 NL8
- 2021 NM8
- 2021 NN8
- 2021 NO8
- 2021 NP8
- 2021 NQ8
- 2021 NR8
- 2021 NS8
- 2021 NT8
- 2021 NU8
- 2021 NV8
- 2021 NW8
- 2021 NX8
- 2021 NY8
- 2021 NZ8
- 2021 NA9
- 2021 NB9
- 2021 ND9
- 2021 NF9
- 2021 NG9
- 2021 NH9
- 2021 NJ9
- 2021 NL9
- 2021 NM9
- 2021 NO9
- 2021 NP9
- 2021 NQ9
- 2021 NR9
- 2021 NS9
- 2021 NT9
- 2021 NW9
- 2021 NX9
- 2021 NY9
- 2021 NZ9
- 2021 NA10
- 2021 NB10
- 2021 NC10
- 2021 ND10
- 2021 NE10
- 2021 NG10
- 2021 NH10
- 2021 NJ10
- 2021 NL10
- 2021 NM10
- 2021 NN10
- 2021 NO10
- 2021 NQ10
- 2021 NR10
- 2021 NS10
- 2021 NU10
- 2021 NV10
- 2021 NW10
- 2021 NX10
- 2021 NY10
- 2021 NZ10
- 2021 NB11
- 2021 NC11
- 2021 ND11
- 2021 NE11
- 2021 NF11
- 2021 NG11
- 2021 NH11
- 2021 NJ11
- 2021 NK11
- 2021 NM11
- 2021 NO11
- 2021 NP11
- 2021 NQ11
- 2021 NR11
- 2021 NT11
- 2021 NV11
- 2021 NW11
- 2021 NY11
- 2021 NZ11
- 2021 NA12
- 2021 NB12
- 2021 NC12
- 2021 ND12
- 2021 NF12
- 2021 NG12
- 2021 NH12
- 2021 NJ12
- 2021 NK12
- 2021 NL12
- 2021 NM12
- 2021 NN12
- 2021 NO12
- 2021 NP12
- 2021 NQ12
- 2021 NR12
- 2021 NT12
- 2021 NU12
- 2021 NV12
- 2021 NW12
- 2021 NX12
- 2021 NY12
- 2021 NZ12
- 2021 NA13
- 2021 NB13
- 2021 NC13
- 2021 ND13
- 2021 NE13
- 2021 NF13
- 2021 NG13
- 2021 NH13
- 2021 NK13
- 2021 NL13
- 2021 NP13
- 2021 NQ13
- 2021 NR13
- 2021 NS13
- 2021 NT13
- 2021 NU13
- 2021 NV13
- 2021 NX13
- 2021 NY13
- 2021 NZ13
- 2021 NA14
- 2021 NB14
- 2021 NC14
- 2021 NE14
- 2021 NF14
- 2021 NH14
- 2021 NJ14
- 2021 NK14
- 2021 NL14
- 2021 NM14
- 2021 NN14
- 2021 NO14
- 2021 NP14
- 2021 NQ14
- 2021 NR14
- 2021 NS14
- 2021 NT14
- 2021 NU14
- 2021 NV14
- 2021 NW14
- 2021 NX14
- 2021 NY14
- 2021 NZ14
- 2021 NA15
- 2021 NB15
- 2021 NC15
- 2021 ND15
- 2021 NE15
- 2021 NF15
- 2021 NG15
- 2021 NJ15
- 2021 NK15
- 2021 NL15
- 2021 NM15
- 2021 NN15
- 2021 NO15
- 2021 NP15
- 2021 NQ15
- 2021 NS15
- 2021 NT15
- 2021 NU15
- 2021 NV15
- 2021 NY15
- 2021 NZ15
- 2021 NA16
- 2021 NB16
- 2021 NC16
- 2021 ND16
- 2021 NE16
- 2021 NF16
- 2021 NJ16
- 2021 NK16
- 2021 NL16
- 2021 NM16
- 2021 NO16
- 2021 NP16
- 2021 NR16
- 2021 NS16
- 2021 NT16
- 2021 NU16
- 2021 NV16
- 2021 NW16
- 2021 NX16
- 2021 NY16
- 2021 NZ16
- 2021 NA17
- 2021 NC17
- 2021 ND17
- 2021 NE17
- 2021 NF17
- 2021 NG17
- 2021 NH17
- 2021 NJ17
- 2021 NK17
- 2021 NL17
- 2021 NM17
- 2021 NN17
- 2021 NO17
- 2021 NQ17
- 2021 NR17
- 2021 NS17
- 2021 NU17
- 2021 NV17
- 2021 NX17
- 2021 NZ17
- 2021 NA18
- 2021 NB18
- 2021 NC18
- 2021 ND18
- 2021 NE18
- 2021 NF18
- 2021 NG18
- 2021 NH18
- 2021 NJ18
- 2021 NK18
- 2021 NL18
- 2021 NM18
- 2021 NN18
- 2021 NO18
- 2021 NP18
- 2021 NQ18
- 2021 NR18
- 2021 NS18
- 2021 NT18
- 2021 NU18
- 2021 NV18
- 2021 NW18
- 2021 NX18
- 2021 NY18
- 2021 NZ18
- 2021 NA19
- 2021 NB19
- 2021 NC19
- 2021 ND19
- 2021 NE19
- 2021 NG19
- 2021 NH19
- 2021 NJ19
- 2021 NK19
- 2021 NL19
- 2021 NM19
- 2021 NN19
- 2021 NO19
- 2021 NQ19
- 2021 NR19
- 2021 NS19
- 2021 NT19
- 2021 NU19
- 2021 NV19
- 2021 NW19
- 2021 NX19
- 2021 NY19
- 2021 NZ19
- 2021 NA20
- 2021 NB20
- 2021 NC20
- 2021 ND20
- 2021 NE20
- 2021 NF20
- 2021 NH20
- 2021 NJ20
- 2021 NK20
- 2021 NL20
- 2021 NM20
- 2021 NN20
- 2021 NO20
- 2021 NQ20
- 2021 NR20
- 2021 NS20
- 2021 NT20
- 2021 NU20
- 2021 NV20
- 2021 NW20
- 2021 NY20
- 2021 NZ20
- 2021 NA21
- 2021 NB21
- 2021 NC21
- 2021 ND21
- 2021 NE21
- 2021 NF21
- 2021 NG21
- 2021 NH21
- 2021 NJ21
- 2021 NK21
- 2021 NL21
- 2021 NM21
- 2021 NN21
- 2021 NP21
- 2021 NR21
- 2021 NS21
- 2021 NT21
- 2021 NU21
- 2021 NV21
- 2021 NW21
- 2021 NX21
- 2021 NY21
- 2021 NZ21
- 2021 NA22
- 2021 NB22
- 2021 ND22
- 2021 NE22
- 2021 NF22
- 2021 NG22
- 2021 NH22
- 2021 NJ22
- 2021 NL22
- 2021 NM22
- 2021 NN22
- 2021 NP22
- 2021 NQ22
- 2021 NR22
- 2021 NS22
- 2021 NT22
- 2021 NU22
- 2021 NV22
- 2021 NW22
- 2021 NX22
- 2021 NY22
- 2021 NZ22
- 2021 NA23
- 2021 NB23
- 2021 NC23
- 2021 ND23
- 2021 NE23
- 2021 NF23
- 2021 NG23
- 2021 NH23
- 2021 NJ23
- 2021 NK23
- 2021 NL23
- 2021 NN23
- 2021 NQ23
- 2021 NR23
- 2021 NT23
- 2021 NU23
- 2021 NY23
- 2021 NA24
- 2021 NC24
- 2021 NF24
- 2021 NH24
- 2021 NJ24
- 2021 NL24
- 2021 NM24
- 2021 NN24
- 2021 NO24
- 2021 NP24
- 2021 NQ24
- 2021 NR24
- 2021 NS24
- 2021 NT24
- 2021 NU24
- 2021 NV24
- 2021 NW24
- 2021 NX24
- 2021 NY24
- 2021 NZ24
- 2021 NA25
- 2021 NB25
- 2021 NC25
- 2021 ND25
- 2021 NE25
- 2021 NF25
- 2021 NG25
- 2021 NH25
- 2021 NK25
- 2021 NL25
- 2021 NM25
- 2021 NN25
- 2021 NO25
- 2021 NP25
- 2021 NQ25
- 2021 NR25
- 2021 NS25
- 2021 NT25
- 2021 NU25
- 2021 NV25
- 2021 NW25
- 2021 NX25
- 2021 NY25
- 2021 NZ25
- 2021 NA26
- 2021 NB26
- 2021 NC26
- 2021 ND26
- 2021 NE26
- 2021 NF26
- 2021 NG26
- 2021 NH26
- 2021 NJ26
- 2021 NK26
- 2021 NL26
- 2021 NM26
- 2021 NN26
- 2021 NP26
- 2021 NQ26
- 2021 NR26
- 2021 NS26
- 2021 NT26
- 2021 NU26
- 2021 NV26
- 2021 NW26
- 2021 NX26
- 2021 NY26
- 2021 NZ26
- 2021 NA27
- 2021 NB27
- 2021 NC27
- 2021 ND27
- 2021 NE27
- 2021 NF27
- 2021 NG27
- 2021 NH27
- 2021 NJ27
- 2021 NK27
- 2021 NL27
- 2021 NM27
- 2021 NO27
- 2021 NQ27
- 2021 NR27
- 2021 NS27
- 2021 NU27
- 2021 NV27
- 2021 NW27
- 2021 NY27
- 2021 NZ27
- 2021 NA28
- 2021 NB28
- 2021 NC28
- 2021 ND28
- 2021 NF28
- 2021 NG28
- 2021 NH28
- 2021 NJ28
- 2021 NK28
- 2021 NL28
- 2021 NM28
- 2021 NN28
- 2021 NO28
- 2021 NP28
- 2021 NQ28
- 2021 NR28
- 2021 NS28
- 2021 NT28
- 2021 NV28
- 2021 NX28
- 2021 NA29
- 2021 NB29
- 2021 NC29
- 2021 ND29
- 2021 NE29
- 2021 NF29
- 2021 NG29
- 2021 NH29
- 2021 NJ29
- 2021 NK29
- 2021 NL29
- 2021 NM29
- 2021 NN29
- 2021 NO29
- 2021 NP29
- 2021 NR29
- 2021 NS29
- 2021 NT29
- 2021 NU29
- 2021 NV29
- 2021 NW29
- 2021 NX29
- 2021 NY29
- 2021 NZ29
- 2021 NA30
- 2021 NB30
- 2021 NC30
- 2021 ND30
- 2021 NF30
- 2021 NG30
- 2021 NH30
- 2021 NJ30
- 2021 NK30
- 2021 NL30
- 2021 NM30
- 2021 NN30
- 2021 NO30
- 2021 NQ30
- 2021 NR30
- 2021 NS30
- 2021 NT30
- 2021 NU30
- 2021 NV30
- 2021 NX30
- 2021 NZ30
- 2021 NB31
- 2021 NC31
- 2021 ND31
- 2021 NE31
- 2021 NF31
- 2021 NG31
- 2021 NJ31
- 2021 NK31
- 2021 NM31
- 2021 NN31
- 2021 NO31
- 2021 NP31
- 2021 NQ31
- 2021 NR31
- 2021 NS31
- 2021 NT31
- 2021 NV31
- 2021 NX31
- 2021 NY31
- 2021 NZ31
- 2021 NB32
- 2021 NC32
- 2021 ND32
- 2021 NE32
- 2021 NF32
- 2021 NG32
- 2021 NH32
- 2021 NJ32
- 2021 NK32
- 2021 NL32
- 2021 NM32
- 2021 NN32
- 2021 NP32
- 2021 NQ32
- 2021 NR32
- 2021 NS32
- 2021 NT32
- 2021 NU32
- 2021 NV32
- 2021 NW32
- 2021 NX32
- 2021 NY32
- 2021 NZ32
- 2021 NA33
- 2021 NB33
- 2021 NC33
- 2021 ND33
- 2021 NE33
- 2021 NF33
- 2021 NG33
- 2021 NH33
- 2021 NJ33
- 2021 NK33
- 2021 NL33
- 2021 NM33
- 2021 NN33
- 2021 NO33
- 2021 NS33
- 2021 NT33
- 2021 NU33
- 2021 NW33
- 2021 NY33
- 2021 NZ33
- 2021 NA34
- 2021 NB34
- 2021 NC34
- 2021 ND34
- 2021 NE34
- 2021 NF34
- 2021 NG34
- 2021 NH34
- 2021 NJ34
- 2021 NL34
- 2021 NM34
- 2021 NN34
- 2021 NP34
- 2021 NR34
- 2021 NT34
- 2021 NU34
- 2021 NV34
- 2021 NW34
- 2021 NX34
- 2021 NY34
- 2021 NZ34
- 2021 NA35
- 2021 NB35
- 2021 NC35
- 2021 ND35
- 2021 NE35
- 2021 NF35
- 2021 NG35
- 2021 NH35
- 2021 NJ35
- 2021 NK35
- 2021 NL35
- 2021 NN35
- 2021 NO35
- 2021 NP35
- 2021 NQ35
- 2021 NR35
- 2021 NT35
- 2021 NU35
- 2021 NV35
- 2021 NW35
- 2021 NX35
- 2021 NZ35
- 2021 NA36
- 2021 NB36
- 2021 ND36
- 2021 NE36
- 2021 NF36
- 2021 NG36
- 2021 NH36
- 2021 NJ36
- 2021 NK36
- 2021 NL36
- 2021 NM36
- 2021 NN36
- 2021 NO36
- 2021 NP36
- 2021 NQ36
- 2021 NR36
- 2021 NS36
- 2021 NT36
- 2021 NU36
- 2021 NV36
- 2021 NW36
- 2021 NX36
- 2021 NY36
- 2021 NZ36
- 2021 NA37
- 2021 NB37
- 2021 NC37
- 2021 ND37
- 2021 NE37
- 2021 NF37
- 2021 NG37
- 2021 NH37
- 2021 NJ37
- 2021 NK37
- 2021 NL37
- 2021 NM37
- 2021 NN37
- 2021 NO37
- 2021 NP37
- 2021 NQ37
- 2021 NR37
- 2021 NS37
- 2021 NT37
- 2021 NU37
- 2021 NV37
- 2021 NW37
- 2021 NX37
- 2021 NY37
- 2021 NZ37
- 2021 NA38
- 2021 NB38
- 2021 NC38
- 2021 ND38
- 2021 NE38
- 2021 NF38
- 2021 NG38
- 2021 NH38
- 2021 NJ38
- 2021 NK38
- 2021 NL38
- 2021 NM38
- 2021 NN38
- 2021 NO38
- 2021 NP38
- 2021 NQ38
- 2021 NR38
- 2021 NS38
- 2021 NT38
- 2021 NU38
- 2021 NV38
- 2021 NW38
- 2021 NX38
- 2021 NY38
- 2021 NZ38
- 2021 NA39
- 2021 NB39
- 2021 NC39
- 2021 ND39
- 2021 NF39
- 2021 NG39
- 2021 NH39
- 2021 NJ39
- 2021 NK39
- 2021 NL39
- 2021 NM39
- 2021 NN39
- 2021 NO39
- 2021 NP39
- 2021 NR39
- 2021 NS39
- 2021 NU39
- 2021 NV39
- 2021 NW39
- 2021 NX39
- 2021 NY39
- 2021 NZ39
- 2021 NA40
- 2021 NB40
- 2021 NC40
- 2021 ND40
- 2021 NE40
- 2021 NF40
- 2021 NG40
- 2021 NH40
- 2021 NJ40
- 2021 NK40
- 2021 NL40
- 2021 NM40
- 2021 NN40
- 2021 NO40
- 2021 NP40
- 2021 NQ40
- 2021 NR40
- 2021 NS40
- 2021 NT40
- 2021 NU40
- 2021 NV40
- 2021 NW40
- 2021 NX40
- 2021 NY40
- 2021 NZ40
- 2021 NA41
- 2021 NB41
- 2021 NC41
- 2021 ND41
- 2021 NE41
- 2021 NF41
- 2021 NK41
- 2021 NM41
- 2021 NN41
- 2021 NO41
- 2021 NP41
- 2021 NR41
- 2021 NS41
- 2021 NT41
- 2021 NU41
- 2021 NV41
- 2021 NW41
- 2021 NX41
- 2021 NY41
- 2021 NZ41
- 2021 NA42
- 2021 NB42
- 2021 NC42
- 2021 ND42
- 2021 NE42
- 2021 NF42
- 2021 NG42
- 2021 NH42
- 2021 NJ42
- 2021 NK42
- 2021 NL42
- 2021 NM42
- 2021 NN42
- 2021 NO42
- 2021 NP42
- 2021 NQ42
- 2021 NR42
- 2021 NS42
- 2021 NT42
- 2021 NU42
- 2021 NV42
- 2021 NW42
- 2021 NY42
- 2021 NZ42
- 2021 NA43
- 2021 NB43
- 2021 NC43
- 2021 ND43
- 2021 NF43
- 2021 NH43
- 2021 NJ43
- 2021 NM43
- 2021 NN43
- 2021 NP43
- 2021 NQ43
- 2021 NR43
- 2021 NT43
- 2021 NU43
- 2021 NV43
- 2021 NW43
- 2021 NX43
- 2021 NY43
- 2021 NZ43
- 2021 NA44
- 2021 NB44
- 2021 ND44
- 2021 NE44
- 2021 NF44
- 2021 NH44
- 2021 NJ44
- 2021 NK44
- 2021 NL44
- 2021 NM44
- 2021 NN44
- 2021 NO44
- 2021 NP44
- 2021 NQ44
- 2021 NR44
- 2021 NS44
- 2021 NT44
- 2021 NU44
- 2021 NV44
- 2021 NW44
- 2021 NX44
- 2021 NY44
- 2021 NZ44
- 2021 NA45
- 2021 NB45
- 2021 NC45
- 2021 ND45
- 2021 NE45
- 2021 NF45
- 2021 NG45
- 2021 NH45
- 2021 NK45
- 2021 NL45
- 2021 NM45
- 2021 NN45
- 2021 NO45
- 2021 NP45
- 2021 NQ45
- 2021 NR45
- 2021 NT45
- 2021 NV45
- 2021 NW45
- 2021 NX45
- 2021 NY45
- 2021 NZ45
- 2021 NA46
- 2021 NB46
- 2021 NC46
- 2021 ND46
- 2021 NE46
- 2021 NF46
- 2021 NG46
- 2021 NH46
- 2021 NJ46
- 2021 NK46
- 2021 NL46
- 2021 NM46
- 2021 NN46
- 2021 NO46
- 2021 NP46
- 2021 NQ46
- 2021 NR46
- 2021 NS46
- 2021 NT46
- 2021 NU46
- 2021 NV46
- 2021 NW46
- 2021 NX46
- 2021 NY46
- 2021 NZ46
- 2021 NA47
- 2021 NB47
- 2021 NC47
- 2021 ND47
- 2021 NE47
- 2021 NF47
- 2021 NG47
- 2021 NH47
- 2021 NJ47
- 2021 NK47
- 2021 NL47
- 2021 NM47
- 2021 NO47
- 2021 NQ47
- 2021 NR47
- 2021 NS47
- 2021 NT47
- 2021 NU47
- 2021 NV47
- 2021 NX47
- 2021 NY47
- 2021 NZ47
- 2021 NA48
- 2021 NB48
- 2021 NC48
- 2021 ND48
- 2021 NE48
- 2021 NF48
- 2021 NG48
- 2021 NH48
- 2021 NJ48
- 2021 NK48
- 2021 NL48
- 2021 NN48
- 2021 NO48
- 2021 NP48
- 2021 NQ48
- 2021 NS48
- 2021 NT48
- 2021 NU48
- 2021 NV48
- 2021 NW48
- 2021 NX48
- 2021 NY48
- 2021 NZ48
- 2021 NA49
- 2021 NB49
- 2021 NC49
- 2021 ND49
- 2021 NE49
- 2021 NG49
- 2021 NH49
- 2021 NJ49
- 2021 NK49
- 2021 NM49
- 2021 NN49
- 2021 NO49
- 2021 NQ49
- 2021 NR49
- 2021 NS49
- 2021 NT49
- 2021 NU49
- 2021 NV49
- 2021 NW49
- 2021 NX49
- 2021 NY49
- 2021 NZ49
- 2021 NA50
- 2021 NC50
- 2021 ND50
- 2021 NE50
- 2021 NF50
- 2021 NG50
- 2021 NH50
- 2021 NJ50
- 2021 NK50
- 2021 NL50
- 2021 NM50
- 2021 NN50
- 2021 NQ50
- 2021 NR50
- 2021 NS50
- 2021 NT50
- 2021 NU50
- 2021 NV50
- 2021 NW50
- 2021 NX50
- 2021 NY50
- 2021 NA51
- 2021 NB51
- 2021 NC51
- 2021 NE51
- 2021 NG51
- 2021 NH51
- 2021 NJ51
- 2021 NK51
- 2021 NL51
- 2021 NM51
- 2021 NN51
- 2021 NO51
- 2021 NP51
- 2021 NQ51
- 2021 NR51
- 2021 NS51
- 2021 NT51
- 2021 NU51
- 2021 NW51
- 2021 NX51
- 2021 NY51
- 2021 NZ51
- 2021 NA52
- 2021 NB52
- 2021 NE52
- 2021 NF52
- 2021 NG52
- 2021 NH52
- 2021 NJ52
- 2021 NK52
- 2021 NL52
- 2021 NM52
- 2021 NN52
- 2021 NP52
- 2021 NQ52
- 2021 NR52
- 2021 NS52
- 2021 NT52
- 2021 NU52
- 2021 NV52
- 2021 NW52
- 2021 NX52
- 2021 NY52
- 2021 NZ52
- 2021 NA53
- 2021 NB53
- 2021 NC53
- 2021 ND53
- 2021 NE53
- 2021 NF53
- 2021 NG53
- 2021 NH53
- 2021 NJ53
- 2021 NK53
- 2021 NL53
- 2021 NM53
- 2021 NN53
- 2021 NO53
- 2021 NP53
- 2021 NQ53
- 2021 NR53
- 2021 NS53
- 2021 NT53
- 2021 NU53
- 2021 NV53
- 2021 NW53
- 2021 NX53
- 2021 NY53
- 2021 NZ53
- 2021 NA54
- 2021 NB54
- 2021 NC54
- 2021 ND54
- 2021 NE54
- 2021 NF54
- 2021 NG54
- 2021 NH54
- 2021 NJ54
- 2021 NK54
- 2021 NL54
- 2021 NM54
- 2021 NN54
- 2021 NO54
- 2021 NP54
- 2021 NQ54
- 2021 NR54
- 2021 NS54
- 2021 NT54
- 2021 NU54
- 2021 NV54
- 2021 NW54
- 2021 NX54
- 2021 NY54
- 2021 NZ54
- 2021 NA55
- 2021 NE55
- 2021 NG55
- 2021 NJ55
- 2021 NK55
- 2021 NL55
- 2021 NM55
- 2021 NN55
- 2021 NQ55
- 2021 NR55
- 2021 NS55
- 2021 NU55
- 2021 NV55
- 2021 NW55
- 2021 NX55
- 2021 NY55
- 2021 NZ55
- 2021 NA56
- 2021 NB56
- 2021 NC56
- 2021 NE56
- 2021 NF56
- 2021 NG56
- 2021 NH56
- 2021 NJ56
- 2021 NK56
- 2021 NL56
- 2021 NM56
- 2021 NN56
- 2021 NO56
- 2021 NQ56
- 2021 NR56
- 2021 NS56
- 2021 NT56
- 2021 NU56
- 2021 NV56
- 2021 NW56
- 2021 NY56
- 2021 NZ56
- 2021 NA57
- 2021 NB57
- 2021 NC57
- 2021 ND57
- 2021 NE57
- 2021 NF57
- 2021 NG57
- 2021 NH57
- 2021 NJ57
- 2021 NK57
- 2021 NL57
- 2021 NM57
- 2021 NN57
- 2021 NO57
- 2021 NQ57
- 2021 NR57
- 2021 NS57
- 2021 NU57
- 2021 NV57
- 2021 NW57
- 2021 NX57
- 2021 NY57
- 2021 NA58
- 2021 NB58
- 2021 NC58
- 2021 ND58
- 2021 NE58
- 2021 NF58
- 2021 NG58
- 2021 NJ58
- 2021 NK58
- 2021 NL58
- 2021 NM58
- 2021 NO58
- 2021 NQ58
- 2021 NR58
- 2021 NS58
- 2021 NT58
- 2021 NU58
- 2021 NV58
- 2021 NW58
- 2021 NY58
- 2021 NZ58
- 2021 NA59
- 2021 NC59
- 2021 ND59
- 2021 NE59
- 2021 NF59
- 2021 NG59
- 2021 NH59
- 2021 NJ59
- 2021 NK59
- 2021 NL59
- 2021 NM59
- 2021 NN59
- 2021 NO59
- 2021 NP59
- 2021 NQ59
- 2021 NR59
- 2021 NS59
- 2021 NT59
- 2021 NU59
- 2021 NV59
- 2021 NW59
- 2021 NX59
- 2021 NY59
- 2021 NZ59
- 2021 NA60
- 2021 NB60
- 2021 NC60
- 2021 ND60
- 2021 NE60
- 2021 NF60
- 2021 NG60
- 2021 NH60
- 2021 NJ60
- 2021 NK60
- 2021 NL60
- 2021 NM60
- 2021 NN60
- 2021 NO60
- 2021 NP60
- 2021 NQ60
- 2021 NS60
- 2021 NT60
- 2021 NU60
- 2021 NV60
- 2021 NW60
- 2021 NX60
- 2021 NY60
- 2021 NZ60
- 2021 NB61
- 2021 NC61
- 2021 ND61
- 2021 NE61
- 2021 NF61
- 2021 NG61
- 2021 NH61
- 2021 NJ61
- 2021 NK61
- 2021 NL61
- 2021 NM61
- 2021 NN61
- 2021 NO61
- 2021 NP61
- 2021 NQ61
- 2021 NR61
- 2021 NS61
- 2021 NT61
- 2021 NU61
- 2021 NV61
- 2021 NW61
- 2021 NX61
- 2021 NY61
- 2021 NZ61
- 2021 NA62
- 2021 NB62
- 2021 NC62
- 2021 ND62
- 2021 NE62
- 2021 NF62
- 2021 NG62
- 2021 NH62
- 2021 NJ62
- 2021 NK62
- 2021 NL62
- 2021 NM62
- 2021 NN62
- 2021 NO62
- 2021 NP62
- 2021 NQ62
- 2021 NR62
- 2021 NS62
- 2021 NT62
- 2021 NU62
- 2021 NV62
- 2021 NW62
- 2021 NX62
- 2021 NY62
- 2021 NZ62
- 2021 NA63
- 2021 NB63
- 2021 NC63
- 2021 ND63
- 2021 NE63
- 2021 NF63
- 2021 NG63
- 2021 NH63
- 2021 NJ63
- 2021 NL63
- 2021 NM63
- 2021 NN63
- 2021 NO63
- 2021 NP63
- 2021 NQ63
- 2021 NR63
- 2021 NS63
- 2021 NT63
- 2021 NU63
- 2021 NW63
- 2021 NX63
- 2021 NZ63
- 2021 NA64
- 2021 NB64
- 2021 NC64
- 2021 ND64
- 2021 NE64
- 2021 NF64
- 2021 NG64
- 2021 NH64
- 2021 NJ64
- 2021 NK64
- 2021 NL64
- 2021 NM64
- 2021 NN64
- 2021 NO64
- 2021 NP64
- 2021 NQ64
- 2021 NR64
- 2021 NS64
- 2021 NT64
- 2021 NU64
- 2021 NV64
- 2021 NW64
- 2021 NX64
- 2021 NY64
- 2021 NZ64
- 2021 NA65
- 2021 NB65
- 2021 NC65
- 2021 ND65
- 2021 NH65
- 2021 NK65
- 2021 NL65
- 2021 NM65
- 2021 NO65
- 2021 NP65
- 2021 NQ65
- 2021 NR65
- 2021 NS65
- 2021 NT65
- 2021 NV65
- 2021 NW65
- 2021 NY65
- 2021 NZ65
- 2021 NA66
- 2021 NB66
- 2021 NC66
- 2021 ND66
- 2021 NE66
- 2021 NF66
- 2021 NG66
- 2021 NH66
- 2021 NJ66
- 2021 NK66
- 2021 NL66
- 2021 NM66
- 2021 NN66
- 2021 NO66
- 2021 NP66
- 2021 NR66
- 2021 NS66
- 2021 NT66
- 2021 NU66
- 2021 NW66
- 2021 NX66
- 2021 NY66
- 2021 NZ66
- 2021 NA67
- 2021 NB67
- 2021 ND67
- 2021 NE67
- 2021 NF67
- 2021 NG67
- 2021 NH67
- 2021 NK67
- 2021 NL67
- 2021 NM67
- 2021 NN67
- 2021 NO67
- 2021 NP67
- 2021 NQ67
- 2021 NR67
- 2021 NS67
- 2021 NT67
- 2021 NU67
- 2021 NV67
- 2021 NW67
- 2021 NX67
- 2021 NY67
- 2021 NZ67
- 2021 NA68
- 2021 NB68
- 2021 NC68
- 2021 ND68
- 2021 NE68
- 2021 NF68
- 2021 NG68
- 2021 NH68
- 2021 NJ68
- 2021 NK68
- 2021 NO68
- 2021 NP68
- 2021 NQ68
- 2021 NR68
- 2021 NS68
- 2021 NT68
- 2021 NU68
- 2021 NV68
- 2021 NW68
- 2021 NX68
- 2021 NY68
- 2021 NZ68
- 2021 NA69
- 2021 NB69
- 2021 NC69
- 2021 ND69
- 2021 NF69
- 2021 NG69
- 2021 NH69
- 2021 NJ69
- 2021 NK69
- 2021 NL69
- 2021 NM69
- 2021 NN69
- 2021 NO69
- 2021 NP69
- 2021 NQ69
- 2021 NR69
- 2021 NS69
- 2021 NT69
- 2021 NU69
- 2021 NV69
- 2021 NW69
- 2021 NX69
- 2021 NY69
- 2021 NZ69
- 2021 NA70
- 2021 NB70
- 2021 NC70
- 2021 ND70
- 2021 NE70
- 2021 NF70
- 2021 NG70
- 2021 NH70
- 2021 NJ70
- 2021 NK70
- 2021 NL70
- 2021 NM70
- 2021 NN70
- 2021 NO70
- 2021 NP70
- 2021 NR70
- 2021 NS70
- 2021 NT70
- 2021 NU70
- 2021 NV70
- 2021 NW70
- 2021 NX70
- 2021 NY70
- 2021 NZ70
- 2021 NA71
- 2021 NC71
- 2021 ND71
- 2021 NE71
- 2021 NF71
- 2021 NG71
- 2021 NH71
- 2021 NJ71
- 2021 NK71
- 2021 NL71
- 2021 NM71
- 2021 NN71
- 2021 NO71
- 2021 NP71
- 2021 NQ71
- 2021 NR71
- 2021 NS71
- 2021 NT71
- 2021 NU71
- 2021 NV71
- 2021 NW71
- 2021 NX71
- 2021 NY71
- 2021 NZ71
- 2021 NA72
- 2021 NB72
- 2021 NC72
- 2021 ND72
- 2021 NE72
- 2021 NF72
- 2021 NG72
- 2021 NH72
- 2021 NJ72
- 2021 NK72
- 2021 NL72
- 2021 NM72
- 2021 NN72
- 2021 NO72
- 2021 NP72
- 2021 NQ72
- 2021 NR72
- 2021 NS72
- 2021 NT72
- 2021 NU72
- 2021 NV72
- 2021 NW72
- 2021 NX72
- 2021 NY72
- 2021 NZ72
- 2021 NA73
- 2021 NB73
- 2021 NC73
- 2021 ND73
- 2021 NE73
- 2021 NF73
- 2021 NG73
- 2021 NH73
- 2021 NJ73
- 2021 NK73
- 2021 NL73
- 2021 NM73
- 2021 NN73
- 2021 NO73
- 2021 NP73
- 2021 NQ73
- 2021 NR73
- 2021 NS73
- 2021 NT73
- 2021 NU73
- 2021 NV73
- 2021 NW73
- 2021 NX73
- 2021 NY73
- 2021 NZ73
- 2021 NA74
- 2021 NB74
- 2021 NC74
- 2021 ND74
- 2021 NE74
- 2021 NF74
- 2021 NG74
- 2021 NH74
- 2021 NJ74
- 2021 NK74
- 2021 NL74
- 2021 NM74
- 2021 NN74
- 2021 NO74
- 2021 NP74
- 2021 NQ74
- 2021 NR74
- 2021 NS74
- 2021 NT74
- 2021 NU74
- 2021 NV74
- 2021 NW74
- 2021 NX74
- 2021 NY74
- 2021 NZ74
- 2021 NA75
- 2021 NB75
- 2021 NC75
- 2021 ND75
- 2021 NE75
- 2021 NF75
- 2021 NG75
- 2021 NH75
- 2021 NJ75
- 2021 NK75
- 2021 NL75
- 2021 NM75
- 2021 NN75
- 2021 NO75
- 2021 NP75
- 2021 NQ75
- 2021 NR75
- 2021 NS75
- 2021 NT75
- 2021 NU75
- 2021 NV75
- 2021 NW75
- 2021 NX75
- 2021 NY75
- 2021 NZ75
- 2021 NA76
- 2021 NB76
- 2021 NC76
- 2021 ND76
- 2021 NE76
- 2021 NF76
- 2021 NG76
- 2021 NH76
- 2021 NJ76
- 2021 NK76
- 2021 NL76
- 2021 NM76
- 2021 NN76
- 2021 NO76
- 2021 NP76
- 2021 NQ76
- 2021 NS76
- 2021 NT76
- 2021 NU76
- 2021 NV76
- 2021 NW76
- 2021 NX76
- 2021 NY76
- 2021 NZ76
- 2021 NA77
- 2021 NB77
- 2021 NC77
- 2021 ND77
- 2021 NE77
- 2021 NF77
- 2021 NG77
- 2021 NH77
- 2021 NJ77
- 2021 NK77
- 2021 NL77
- 2021 NM77
- 2021 NN77
- 2021 NO77
- 2021 NP77
- 2021 NQ77
- 2021 NR77
- 2021 NS77
- 2021 NT77
- 2021 NU77
- 2021 NV77
- 2021 NW77
- 2021 NX77
- 2021 NY77
- 2021 NZ77
- 2021 NA78
- 2021 NB78
- 2021 NC78
- 2021 ND78
- 2021 NE78
- 2021 NF78
- 2021 NG78
- 2021 NH78
- 2021 NJ78
- 2021 NK78
- 2021 NL78
- 2021 NM78
- 2021 NN78
- 2021 NO78
- 2021 NP78
- 2021 NQ78
- 2021 NR78
- 2021 NS78
- 2021 NT78
- 2021 NU78
- 2021 NV78
- 2021 NW78
- 2021 NX78
- 2021 NY78
- 2021 NZ78
- 2021 NA79
- 2021 NB79
- 2021 NC79
- 2021 ND79
- 2021 NE79
- 2021 NF79
- 2021 NG79
- 2021 NH79
- 2021 NJ79
- 2021 NK79
- 2021 NM79
- 2021 NN79
- 2021 NO79
- 2021 NP79
- 2021 NQ79
- 2021 NR79
- 2021 NS79
- 2021 NT79
- 2021 NU79
- 2021 NV79
- 2021 NW79
- 2021 NX79
- 2021 NY79
- 2021 NZ79
- 2021 NA80
- 2021 NB80
- 2021 NC80
- 2021 ND80
- 2021 NE80
- 2021 NF80
- 2021 NG80
- 2021 NH80
- 2021 NJ80
- 2021 NK80
- 2021 NL80
- 2021 NM80
- 2021 NN80
- 2021 NO80
- 2021 NP80
- 2021 NQ80
- 2021 NR80
- 2021 NS80
- 2021 NT80
- 2021 NU80
- 2021 NV80
- 2021 NW80
- 2021 NX80
- 2021 NY80
- 2021 NZ80
- 2021 NA81
- 2021 NB81
- 2021 NC81
- 2021 ND81
- 2021 NE81
- 2021 NF81
- 2021 NG81
- 2021 NH81
- 2021 NJ81
- 2021 NK81
- 2021 NL81
- 2021 NM81
- 2021 NN81
- 2021 NO81
- 2021 NP81
- 2021 NQ81
- 2021 NR81
- 2021 NS81
- 2021 NT81
- 2021 NU81
- 2021 NV81
- 2021 NW81
- 2021 NX81
- 2021 NY81
- 2021 NZ81
- 2021 NA82
- 2021 NB82
- 2021 NC82
- 2021 ND82
- 2021 NE82
- 2021 NF82
- 2021 NG82
- 2021 NH82
- 2021 NJ82
- 2021 NK82
- 2021 NL82
- 2021 NM82
- 2021 NN82
- 2021 NO82
- 2021 NP82
- 2021 NQ82
- 2021 NR82
- 2021 NS82
- 2021 NT82
- 2021 NU82
- 2021 NV82
- 2021 NW82
- 2021 NX82
- 2021 NY82
- 2021 NZ82
- 2021 NA83
- 2021 NB83
- 2021 NC83
- 2021 ND83
- 2021 NE83
- 2021 NF83
- 2021 NG83
- 2021 NH83
- 2021 NJ83
- 2021 NK83
- 2021 NL83
- 2021 NM83
- 2021 NN83
- 2021 NO83
- 2021 NP83
- 2021 NQ83
- 2021 NR83
- 2021 NS83
- 2021 NT83
- 2021 NU83
- 2021 NV83
- 2021 NW83
- 2021 NX83
- 2021 NY83
- 2021 NZ83
- 2021 NA84
- 2021 NB84
- 2021 NC84
- 2021 ND84
- 2021 NE84
- 2021 NF84
- 2021 NG84
- 2021 NH84
- 2021 NJ84
- 2021 NK84
- 2021 NL84
- 2021 NM84
- 2021 NN84
- 2021 NP84
- 2021 NQ84
- 2021 NR84
- 2021 NS84
- 2021 NT84
- 2021 NU84
- 2021 NV84
- 2021 NW84
- 2021 NX84
- 2021 NY84
- 2021 NZ84
- 2021 NA85
- 2021 NB85
- 2021 NC85
- 2021 ND85
- 2021 NE85
- 2021 NF85
- 2021 NG85
- 2021 NH85
- 2021 NJ85
- 2021 NK85
- 2021 NL85
- 2021 NM85
- 2021 NN85
- 2021 NO85
- 2021 NP85
- 2021 NQ85
- 2021 NR85
- 2021 NS85
- 2021 NT85
- 2021 NU85
- 2021 NV85
- 2021 NW85
- 2021 NX85
- 2021 NY85
- 2021 NZ85
- 2021 NA86
- 2021 NB86
- 2021 NC86
- 2021 ND86
- 2021 NE86
- 2021 NF86
- 2021 NG86
- 2021 NH86
- 2021 NJ86
- 2021 NK86
- 2021 NL86
- 2021 NM86
- 2021 NN86
- 2021 NO86
- 2021 NP86
- 2021 NQ86
- 2021 NR86
- 2021 NS86
- 2021 NT86
- 2021 NU86
- 2021 NV86
- 2021 NW86
- 2021 NX86
- 2021 NY86
- 2021 NZ86
- 2021 NA87
- 2021 NB87
- 2021 NC87
- 2021 ND87
- 2021 NE87
- 2021 NF87
- 2021 NG87
- 2021 NH87
- 2021 NK87
- 2021 NL87
- 2021 NM87
- 2021 NN87
- 2021 NO87
- 2021 NP87
- 2021 NQ87
- 2021 NR87
- 2021 NS87
- 2021 NT87
- 2021 NU87
- 2021 NV87
- 2021 NW87
- 2021 NX87
- 2021 NY87
- 2021 NZ87
- 2021 NA88
- 2021 NC88
- 2021 ND88
- 2021 NE88
- 2021 NF88
- 2021 NG88
- 2021 NH88
- 2021 NJ88
- 2021 NK88
- 2021 NL88
- 2021 NM88
- 2021 NN88
- 2021 NO88
- 2021 NP88
- 2021 NQ88
- 2021 NR88
- 2021 NS88
- 2021 NT88
- 2021 NU88
- 2021 NV88
- 2021 NW88
- 2021 NX88
- 2021 NY88
- 2021 NZ88
- 2021 NA89
- 2021 NB89
- 2021 NC89
- 2021 ND89
- 2021 NE89
- 2021 NF89
- 2021 NG89
- 2021 NH89
- 2021 NJ89
- 2021 NK89
- 2021 NL89
- 2021 NM89
- 2021 NN89
- 2021 NO89
- 2021 NP89
- 2021 NQ89
- 2021 NR89
- 2021 NS89
- 2021 NT89
- 2021 NU89
- 2021 NV89
- 2021 NW89
- 2021 NX89
- 2021 NY89
- 2021 NZ89
- 2021 NA90
- 2021 NB90
- 2021 NC90
- 2021 ND90
- 2021 NE90
- 2021 NF90
- 2021 NG90
- 2021 NH90
- 2021 NJ90
- 2021 NK90
- 2021 NL90
- 2021 NM90
- 2021 NN90
- 2021 NO90
- 2021 NP90
- 2021 NQ90
- 2021 NR90
- 2021 NS90
- 2021 NT90
- 2021 NU90
- 2021 NV90
- 2021 NW90
- 2021 NX90
- 2021 NY90
- 2021 NZ90
- 2021 NA91
- 2021 NB91
- 2021 NC91
- 2021 ND91
- 2021 NE91
- 2021 NF91
- 2021 NH91
- 2021 NJ91
- 2021 NK91
- 2021 NL91
- 2021 NM91
- 2021 NN91
- 2021 NO91
- 2021 NP91
- 2021 NQ91
- 2021 NR91
- 2021 NS91
- 2021 NT91
- 2021 NU91
- 2021 NV91
- 2021 NW91
- 2021 NX91
- 2021 NY91
- 2021 NZ91
- 2021 NA92
- 2021 NB92
- 2021 NC92
- 2021 ND92
- 2021 NE92
- 2021 NF92
- 2021 NG92
- 2021 NH92
- 2021 NJ92

### Du 16 au 31 juillet 2021
- 2021 OB
- 2021 OC
- 2021 OD
- 2021 OF
- 2021 OG
- 2021 OH
- 2021 OJ
- 2021 OK
- 2021 OL
- 2021 OM
- 2021 ON
- 2021 OO
- 2021 OP
- 2021 OQ
- 2021 OR
- 2021 OS
- 2021 OT
- 2021 OU
- 2021 OV
- 2021 OW
- 2021 OX
- 2021 OY
- 2021 OZ
- 2021 OA1
- 2021 OB1
- 2021 OC1
- 2021 OD1
- 2021 OE1
- 2021 OF1
- 2021 OG1
- 2021 OJ1
- 2021 OK1
- 2021 OL1
- 2021 OO1
- 2021 OP1
- 2021 OQ1
- 2021 OR1
- 2021 OS1
- 2021 OT1
- 2021 OU1
- 2021 OV1
- 2021 OW1
- 2021 OX1
- 2021 OY1
- 2021 OA2
- 2021 OB2
- 2021 OC2
- 2021 OD2
- 2021 OE2
- 2021 OF2
- 2021 OG2
- 2021 OH2
- 2021 OJ2
- 2021 OK2
- 2021 OM2
- 2021 ON2
- 2021 OO2
- 2021 OQ2
- 2021 OR2
- 2021 OS2
- 2021 OT2
- 2021 OU2
- 2021 OV2
- 2021 OW2
- 2021 OY2
- 2021 OZ2
- 2021 OA3
- 2021 OB3
- 2021 OD3
- 2021 OG3
- 2021 OH3
- 2021 OJ3
- 2021 OL3
- 2021 OM3
- 2021 OO3
- 2021 OP3
- 2021 OQ3
- 2021 OR3
- 2021 OS3
- 2021 OT3
- 2021 OU3
- 2021 OV3
- 2021 OW3
- 2021 OX3
- 2021 OY3
- 2021 OZ3
- 2021 OA4
- 2021 OB4
- 2021 OD4
- 2021 OE4
- 2021 OF4
- 2021 OG4
- 2021 OH4
- 2021 OJ4
- 2021 OK4
- 2021 OL4
- 2021 OM4
- 2021 ON4
- 2021 OP4
- 2021 OQ4
- 2021 OR4
- 2021 OU4
- 2021 OV4
- 2021 OW4
- 2021 OX4
- 2021 OY4
- 2021 OZ4
- 2021 OA5
- 2021 OB5
- 2021 OC5
- 2021 OE5
- 2021 OG5
- 2021 OH5
- 2021 OJ5
- 2021 OK5
- 2021 OL5
- 2021 OM5
- 2021 ON5
- 2021 OO5
- 2021 OP5
- 2021 OQ5
- 2021 OR5
- 2021 OS5
- 2021 OT5
- 2021 OU5
- 2021 OV5
- 2021 OW5
- 2021 OX5
- 2021 OY5
- 2021 OZ5
- 2021 OA6
- 2021 OB6
- 2021 OC6
- 2021 OD6
- 2021 OE6
- 2021 OF6
- 2021 OG6
- 2021 OH6
- 2021 OJ6
- 2021 OK6
- 2021 ON6
- 2021 OP6
- 2021 OQ6
- 2021 OR6
- 2021 OS6
- 2021 OT6
- 2021 OU6
- 2021 OV6
- 2021 OW6
- 2021 OX6
- 2021 OY6
- 2021 OZ6
- 2021 OC7
- 2021 OD7
- 2021 OE7
- 2021 OF7
- 2021 OG7
- 2021 OH7
- 2021 OJ7
- 2021 OK7
- 2021 OL7
- 2021 OM7
- 2021 ON7
- 2021 OQ7
- 2021 OR7
- 2021 OT7
- 2021 OU7
- 2021 OV7
- 2021 OW7
- 2021 OX7
- 2021 OY7
- 2021 OZ7
- 2021 OC8
- 2021 OD8
- 2021 OE8
- 2021 OF8
- 2021 OG8
- 2021 OH8
- 2021 OJ8
- 2021 OK8
- 2021 OM8
- 2021 ON8
- 2021 OO8
- 2021 OP8
- 2021 OQ8
- 2021 OR8
- 2021 OS8
- 2021 OT8
- 2021 OU8
- 2021 OV8
- 2021 OW8
- 2021 OX8
- 2021 OY8
- 2021 OZ8
- 2021 OA9
- 2021 OB9
- 2021 OC9
- 2021 OD9
- 2021 OE9
- 2021 OF9
- 2021 OG9
- 2021 OH9
- 2021 OJ9
- 2021 OK9
- 2021 OL9
- 2021 OM9
- 2021 OO9
- 2021 OQ9
- 2021 OR9
- 2021 OS9
- 2021 OT9
- 2021 OU9
- 2021 OV9
- 2021 OW9
- 2021 OX9
- 2021 OY9
- 2021 OA10
- 2021 OB10
- 2021 OC10
- 2021 OD10
- 2021 OE10
- 2021 OF10
- 2021 OG10
- 2021 OH10
- 2021 OK10
- 2021 OL10
- 2021 OM10
- 2021 ON10
- 2021 OO10
- 2021 OP10
- 2021 OQ10
- 2021 OR10
- 2021 OS10
- 2021 OT10
- 2021 OV10
- 2021 OW10
- 2021 OX10
- 2021 OY10
- 2021 OZ10
- 2021 OA11
- 2021 OB11
- 2021 OC11
- 2021 OD11
- 2021 OE11
- 2021 OF11
- 2021 OG11
- 2021 OH11
- 2021 OJ11
- 2021 OK11
- 2021 OL11
- 2021 OM11
- 2021 ON11
- 2021 OO11
- 2021 OP11
- 2021 OQ11
- 2021 OR11
- 2021 OS11
- 2021 OT11
- 2021 OU11
- 2021 OV11
- 2021 OW11
- 2021 OX11
- 2021 OY11
- 2021 OZ11
- 2021 OA12
- 2021 OB12
- 2021 OC12
- 2021 OD12
- 2021 OE12
- 2021 OF12
- 2021 OG12
- 2021 OH12
- 2021 OJ12
- 2021 OK12
- 2021 OL12
- 2021 OM12
- 2021 ON12
- 2021 OO12
- 2021 OP12
- 2021 OQ12
- 2021 OR12
- 2021 OS12
- 2021 OT12
- 2021 OU12
- 2021 OV12
- 2021 OW12
- 2021 OX12
- 2021 OZ12
- 2021 OA13
- 2021 OB13
- 2021 OC13
- 2021 OD13
- 2021 OE13
- 2021 OF13
- 2021 OG13
- 2021 OH13
- 2021 OL13
- 2021 ON13
- 2021 OO13
- 2021 OQ13
- 2021 OR13
- 2021 OS13
- 2021 OT13
- 2021 OU13
- 2021 OV13
- 2021 OW13
- 2021 OX13
- 2021 OY13
- 2021 OZ13
- 2021 OA14
- 2021 OB14
- 2021 OC14
- 2021 OD14
- 2021 OF14
- 2021 OJ14
- 2021 OL14
- 2021 OM14
- 2021 ON14
- 2021 OO14
- 2021 OP14
- 2021 OQ14
- 2021 OR14
- 2021 OS14
- 2021 OT14
- 2021 OU14
- 2021 OV14
- 2021 OW14
- 2021 OX14
- 2021 OY14
- 2021 OZ14
- 2021 OA15
- 2021 OB15
- 2021 OC15
- 2021 OD15
- 2021 OE15
- 2021 OF15
- 2021 OG15
- 2021 OJ15
- 2021 OK15
- 2021 OL15
- 2021 OM15
- 2021 ON15
- 2021 OO15
- 2021 OP15
- 2021 OQ15
- 2021 OR15
- 2021 OU15
- 2021 OV15
- 2021 OW15
- 2021 OX15
- 2021 OY15
- 2021 OZ15
- 2021 OA16
- 2021 OB16
- 2021 OC16
- 2021 OD16
- 2021 OE16
- 2021 OF16
- 2021 OG16
- 2021 OH16
- 2021 OJ16
- 2021 OK16
- 2021 OL16
- 2021 OM16
- 2021 OO16
- 2021 OP16
- 2021 OQ16
- 2021 OR16
- 2021 OS16
- 2021 OT16
- 2021 OU16
- 2021 OW16
- 2021 OX16
- 2021 OY16
- 2021 OZ16
- 2021 OA17
- 2021 OB17
- 2021 OC17
- 2021 OD17
- 2021 OG17
- 2021 OH17
- 2021 OJ17
- 2021 OK17
- 2021 OL17
- 2021 OM17
- 2021 ON17
- 2021 OO17
- 2021 OP17
- 2021 OQ17
- 2021 OR17
- 2021 OS17
- 2021 OT17
- 2021 OU17
- 2021 OV17
- 2021 OW17
- 2021 OX17
- 2021 OY17
- 2021 OZ17
- 2021 OA18
- 2021 OB18
- 2021 OC18
- 2021 OD18
- 2021 OE18
- 2021 OF18
- 2021 OG18
- 2021 OH18
- 2021 OJ18
- 2021 OK18
- 2021 OL18
- 2021 OM18
- 2021 ON18
- 2021 OO18
- 2021 OP18
- 2021 OQ18
- 2021 OR18
- 2021 OS18
- 2021 OT18
- 2021 OU18
- 2021 OW18
- 2021 OZ18
- 2021 OA19
- 2021 OB19
- 2021 OD19
- 2021 OE19
- 2021 OF19
- 2021 OG19
- 2021 OH19
- 2021 OK19
- 2021 OL19
- 2021 OO19
- 2021 OP19
- 2021 OQ19
- 2021 OR19
- 2021 OS19
- 2021 OT19
- 2021 OU19
- 2021 OV19
- 2021 OW19
- 2021 OX19
- 2021 OY19
- 2021 OZ19
- 2021 OA20
- 2021 OB20
- 2021 OC20
- 2021 OD20
- 2021 OE20
- 2021 OF20
- 2021 OH20
- 2021 OJ20
- 2021 OK20
- 2021 OL20
- 2021 ON20
- 2021 OO20
- 2021 OP20
- 2021 OQ20
- 2021 OR20
- 2021 OS20
- 2021 OT20
- 2021 OU20
- 2021 OW20
- 2021 OX20
- 2021 OY20
- 2021 OZ20
- 2021 OA21
- 2021 OB21
- 2021 OC21
- 2021 OE21
- 2021 OF21
- 2021 OG21
- 2021 OH21
- 2021 OJ21
- 2021 OK21
- 2021 OL21
- 2021 OM21
- 2021 ON21
- 2021 OO21
- 2021 OP21
- 2021 OQ21
- 2021 OR21
- 2021 OS21
- 2021 OT21
- 2021 OU21
- 2021 OV21
- 2021 OW21
- 2021 OX21
- 2021 OY21
- 2021 OZ21
- 2021 OA22
- 2021 OB22
- 2021 OC22
- 2021 OD22
- 2021 OE22
- 2021 OF22
- 2021 OG22
- 2021 OH22
- 2021 OJ22
- 2021 OK22
- 2021 OL22
- 2021 OM22
- 2021 ON22
- 2021 OO22
- 2021 OP22
- 2021 OQ22
- 2021 OR22
- 2021 OS22
- 2021 OU22
- 2021 OX22
- 2021 OY22
- 2021 OA23
- 2021 OC23
- 2021 OD23
- 2021 OE23
- 2021 OF23
- 2021 OG23
- 2021 OH23
- 2021 OJ23
- 2021 OK23
- 2021 OL23
- 2021 OM23
- 2021 ON23
- 2021 OO23
- 2021 OP23
- 2021 OQ23
- 2021 OR23
- 2021 OS23
- 2021 OT23
- 2021 OU23
- 2021 OV23
- 2021 OW23
- 2021 OX23
- 2021 OY23
- 2021 OZ23
- 2021 OB24
- 2021 OC24
- 2021 OD24
- 2021 OE24
- 2021 OF24
- 2021 OG24
- 2021 OH24
- 2021 OJ24
- 2021 OK24
- 2021 OL24
- 2021 OM24
- 2021 ON24
- 2021 OO24
- 2021 OP24
- 2021 OQ24
- 2021 OR24
- 2021 OS24
- 2021 OT24
- 2021 OU24
- 2021 OV24
- 2021 OW24
- 2021 OX24
- 2021 OY24
- 2021 OZ24
- 2021 OA25
- 2021 OB25
- 2021 OC25
- 2021 OD25
- 2021 OE25
- 2021 OF25
- 2021 OG25
- 2021 OH25
- 2021 OJ25
- 2021 OK25
- 2021 OL25
- 2021 OM25
- 2021 OO25
- 2021 OP25
- 2021 OQ25
- 2021 OR25
- 2021 OS25
- 2021 OT25
- 2021 OU25
- 2021 OV25
- 2021 OW25
- 2021 OX25
- 2021 OY25
- 2021 OZ25
- 2021 OC26
- 2021 OD26
- 2021 OF26
- 2021 OH26
- 2021 OK26
- 2021 OL26
- 2021 OM26
- 2021 ON26
- 2021 OO26
- 2021 OP26
- 2021 OQ26
- 2021 OR26
- 2021 OS26
- 2021 OT26
- 2021 OU26
- 2021 OV26
- 2021 OW26
- 2021 OX26
- 2021 OY26
- 2021 OZ26
- 2021 OA27
- 2021 OB27
- 2021 OC27
- 2021 OD27
- 2021 OE27
- 2021 OF27
- 2021 OG27
- 2021 OH27
- 2021 OJ27
- 2021 OK27
- 2021 OL27
- 2021 OM27
- 2021 ON27
- 2021 OO27
- 2021 OP27
- 2021 OQ27
- 2021 OR27
- 2021 OS27
- 2021 OT27
- 2021 OU27
- 2021 OV27
- 2021 OW27
- 2021 OX27
- 2021 OY27
- 2021 OZ27
- 2021 OA28
- 2021 OB28
- 2021 OC28
- 2021 OD28
- 2021 OE28
- 2021 OF28
- 2021 OG28
- 2021 OH28
- 2021 OJ28
- 2021 OK28
- 2021 OL28
- 2021 OM28
- 2021 ON28
- 2021 OO28
- 2021 OP28
- 2021 OQ28
- 2021 OR28
- 2021 OS28
- 2021 OT28
- 2021 OU28
- 2021 OV28
- 2021 OW28
- 2021 OX28
- 2021 OY28
- 2021 OZ28
- 2021 OA29
- 2021 OB29
- 2021 OC29
- 2021 OD29
- 2021 OE29
- 2021 OF29
- 2021 OG29
- 2021 OH29
- 2021 OJ29
- 2021 OK29
- 2021 OL29
- 2021 OM29
- 2021 ON29
- 2021 OO29
- 2021 OP29
- 2021 OQ29
- 2021 OR29
- 2021 OS29
- 2021 OT29
- 2021 OU29
- 2021 OV29
- 2021 OW29
- 2021 OX29
- 2021 OY29
- 2021 OZ29
- 2021 OA30
- 2021 OB30
- 2021 OC30
- 2021 OD30
- 2021 OE30
- 2021 OF30
- 2021 OG30
- 2021 OH30
- 2021 OJ30
- 2021 OK30
- 2021 OL30
- 2021 ON30
- 2021 OP30
- 2021 OQ30
- 2021 OR30
- 2021 OS30
- 2021 OT30
- 2021 OU30
- 2021 OV30
- 2021 OW30
- 2021 OX30
- 2021 OY30
- 2021 OZ30
- 2021 OC31
- 2021 OD31
- 2021 OE31
- 2021 OF31
- 2021 OG31
- 2021 OH31
- 2021 OJ31
- 2021 OK31
- 2021 OL31
- 2021 OM31
- 2021 ON31
- 2021 OO31
- 2021 OP31
- 2021 OQ31
- 2021 OR31
- 2021 OS31
- 2021 OT31
- 2021 OU31
- 2021 OV31
- 2021 OW31
- 2021 OX31
- 2021 OY31
- 2021 OZ31
- 2021 OA32
- 2021 OB32
- 2021 OC32
- 2021 OD32
- 2021 OE32
- 2021 OF32
- 2021 OG32
- 2021 OH32
- 2021 OJ32
- 2021 OK32
- 2021 OL32
- 2021 OM32
- 2021 ON32
- 2021 OO32
- 2021 OP32
- 2021 OQ32
- 2021 OR32
- 2021 OS32
- 2021 OT32
- 2021 OV32
- 2021 OW32
- 2021 OX32
- 2021 OY32
- 2021 OZ32
- 2021 OA33
- 2021 OB33